# Peter Schneider (Politiker, 1909)
Peter Schneider (* 10. Mai 1909 in Hannover; † 9. April 1984 ebenda) war ein deutscher Politiker (SPD), Spanienkämpfer und Widerstandskämpfer gegen den Nationalsozialismus.

## Leben
Schneider machte von 1923 bis 1927 eine Lehre zum Maschinenschlosser und war Lehrlingsobmann beim Deutschen Metallarbeiter-Verband (DMV). 1923 wurde er Mitglied der Sozialistischen Arbeiter-Jugend (SAJ), später trat er der SPD bei. Von 1925 bis 1933 war er Mitglied des Reichsbanners Schwarz-Rot-Gold. 
Nach der „Machtergreifung“ der Nationalsozialisten 1933 wurde er wegen seiner Zugehörigkeit zur SPD und zum Reichsbanner bei der Reichspost entlassen. Ab Mai 1935 war er Betriebsarbeiter beim Bahnhofspostamt. Schneider war Mitglied der Widerstandsgruppe Sozialistische Front und an der Verteilung der Sozialistischen Blätter beteiligt. Er war verantwortlich für deren Versendung an Orte außerhalb Hannovers. Im März 1936 floh er in die Niederlande, dort traf er häufig mit Werner Blumenberg zusammen. Im Januar 1937 ging er über Paris nach Spanien, wo er in den Reihen der Internationalen Brigaden für die Spanische Republik kämpfte.
Im Juli 1937 kehrte er jedoch über Paris zurück und ging nach Amsterdam. Hier wurde er am 26. Oktober 1940 verhaftet. Am 17. März 1941 wurde er vom Oberlandesgericht Hamm zu fünf Jahren Zuchthaus verurteilt, die er in Hameln verbringen musste.
Von 1947 bis 1963 war Schneider Vorsitzender der SPD-Abteilung Ricklingen. Er arbeitete von 1945 bis 1950 als Angestellter beim Arbeitsamt Hannover, daneben wirkte er von 1948 bis 1950 als Öffentlicher Ankläger in Spruchkammerverfahren. Von 1950 bis 1973 war er Angestellter beim Verband für das Verkehrsgewerbe.

## Ehrungen
Der 1990 im hannoverschen Stadtteil Wettbergen angelegte Peter-Schneider-Weg ehrt den Widerstandskämpfer seitdem durch seine Namensgebung.